# Grupa nitrylowa
Grupa nitrylowa (grupa cyjanowa, grupa cyjankowa, nie: cyjanianowa) – grupa funkcyjna występująca w nitrylach, o wzorze –C≡N. 
Od izomerycznej grupy izonitrylowej (–N=C) różni się tym, że jest przyłączona do reszty związku chemicznego poprzez atom węgla (a nie azotu), a także formalną rzędowością wiązania NC (atom węgla w grupie izonitrylowej jest dwuwartościowy).